# Johanna van Buren
Johanna Frederika van Buren (Hellendoorn, 20 december 1881 — Ommen, 17 januari 1962) was een dichteres die schreef in het Helders, het dialect van Hellendoorn, een variant van het Sallands wat op haar beurt weer tot de Nedersaksische taal behoort.

## Leven
Johanna van Buren werd geboren in een timmermansgezin. In 1883 overleed haar vader en leefde Johanna met haar broer en haar moeder. Niets deed aanvankelijk vermoeden, dat ze bekendheid zou verwerven als dichteres. Van 1900 tot 1919 werkte ze als thuisnaaister in haar dorp en leidde ook meisjes op voor dat beroep. Na het overlijden van haar moeder ging ze op het postkantoor werken. Pas in 1927, op haar zesenveertigste, begon ze gedichten te publiceren. Tot 1961 schreef ze wekelijks in de bijlage van het Dagblad van het Oosten (het Twents Zondagsblad) een gedicht, of zoals ze dat zelf noemde een “leedtien”. Vanaf dat moment schreef ze voor een “groot” publiek van wel zo’n honderdduizend lezers. Ze werd immens populair bij de lezers en wekelijks greep men naar de krant voor het gedicht van Johanna.
Ze was een soliste in haar doen en laten en is dan ook haar hele leven vrijgezel gebleven. Dat wil niet zeggen dat ze in haar leven geen liefdes heeft gekend. Uit haar persoonlijke bezittingen bleek, dat ze enkele gepassioneerde liefdes heeft gekend, die echter geen stand hielden. Daarover heeft ze zelfs gedichten geschreven, rond 1910, in het Algemeen Nederlands.
In haar gedichten gebruikte ze de taal van haar geboortedorp Hellendoorn, een streektaal die onder het Sallands valt. Een taal zonder schriftelijke traditie, waarvoor ze dan zelf ook een uiterst consequente spelling ontwierp, die uitermate goed leesbaar was voor haar publiek. Haar werken werden vertwentst gepubliceerd.
Van Buren schreef ook over onderwerpen die vele mensen aanspraken, onderwerpen van alledag, zonder alledaags te worden. En dat op een zeer betrokken manier en op een zeer eigen wijze. Wanneer men haar gedichten leest, hoort men haar als het ware praten. Het is een gecultiveerde manier van spreektaalgebruik. Pas achteraf ervaart men dat als poëzie, dichtkunst. Johanna bezag de wereld om zich heen zoals ieder ander, alleen beschreef ze dat op een heel bijzondere wijze. Veel liet ze in haar gedichten aan de fantasie van de mensen over en achteraf, na het lezen, merkt men vaak dat in haar werk een dubbele bodem, een diepere bedoeling, zit. Haar onderwerpen waren uiterst gevarieerd. Naast de dorps- en streekgedichten schreef ze veel natuurpoëzie. Maar ook de actualiteit, de jaarcyclus en allerlei anekdotes liet ze de revue passeren.
Haar populariteit bleek uit de uitgebreide huldigingen die haar ten deel vielen ter gelegenheid van haar zeventigste en tachtigste verjaardag.
In haar laatste levensjaar verhuisde ze naar het bejaardentehuis Oldenhaghen in Ommen. In de nacht van 16 op 17 januari 1962 overleed ze op tachtigjarige leeftijd op haar kamer.

## Herdenking

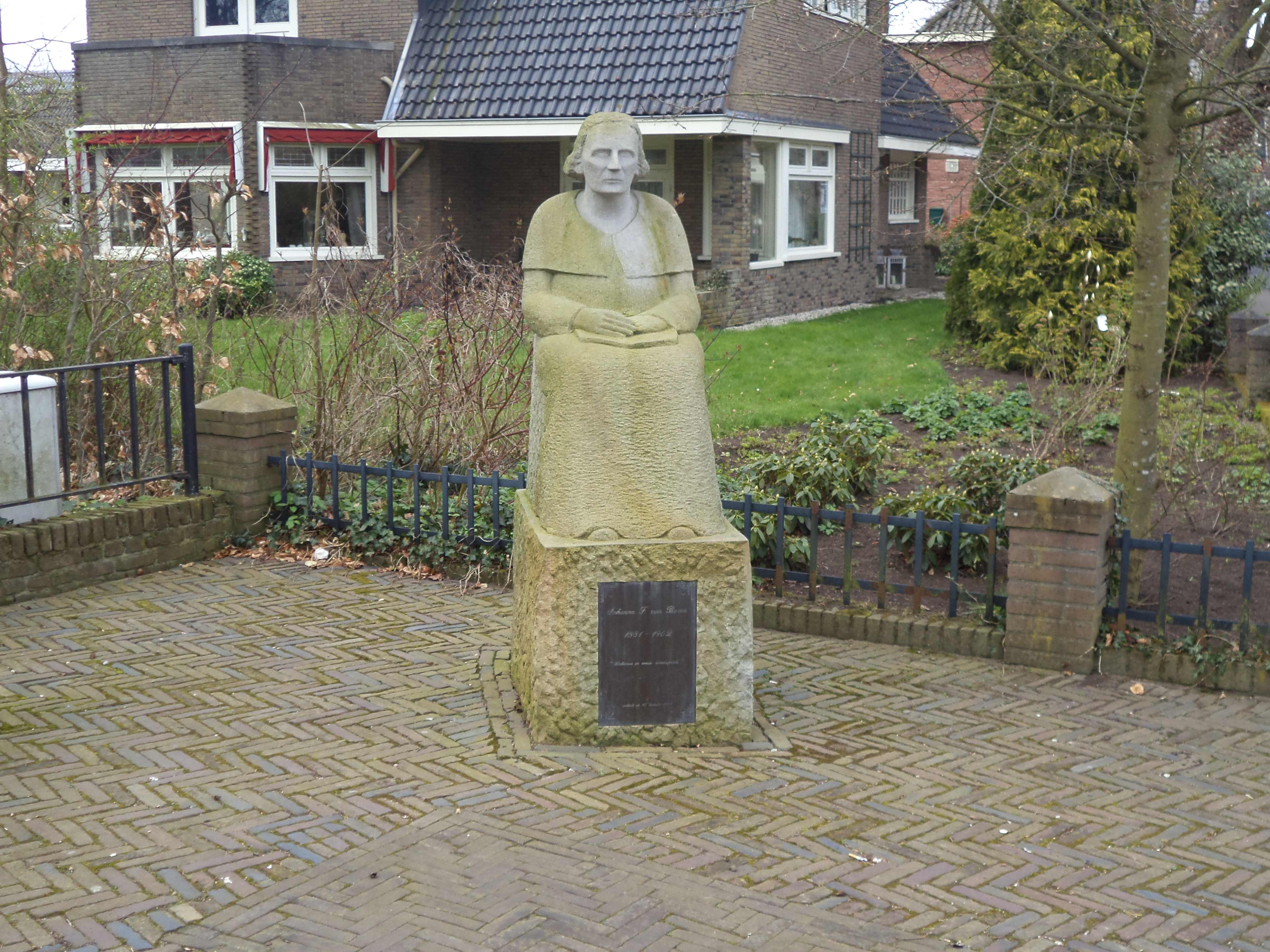
Het standbeeld voor de kerk

De honderdste verjaardag van Van Buren werd herdacht in december 1981, waarbij tegelijk met het boek "Johanna F. van Buren: Dichterschap en dialect ”, het bewerkte proefschrift van Jan Bouwhuis, de meer dan 1000 Verzamelde gedichten van Johanna van Buren gepubliceerd werden. Op de dag van de herdenking werd een standbeeld onthuld op het Kerkplein van Hellendoorn. Ook komt Johanna van Buren voor in het Helders Volkslied. Dat begint namelijk met de regel: 'Oons dorp is bekend deur Johanna van Buur'n..'

## Johanna van Buren Cultuurprijs
Door de "Stichting Johanna van Buren" wordt om de drie jaar de Johanna van Buren Cultuurprijs uitgereikt aan iemand die zich inzet voor de streekcultuur in Oost-Nederland. In aanmerking voor de prijs komen mensen die een bovenregionale uitstraling hebben en bepalend zijn voor het beeld van de Nedersaksische cultuur in Nederland. Vanaf 2010 wordt de prijs uitgereikt door "Stichting Oald Heldern – de Noaberschop" waarin de Johanna van Burenstichting is opgegaan.
- 1981: Marga Kool, dichteres
- 1984: Berry Brugman en Janny de Vries, beeldend kunstenaars
- 1987: Willem Wilmink, schrijver, dichter
- 1990: Joke Wanschers-Eshuis, cabaretière, toneelspeelster
- 1993: Anne van der Meiden, schrijver, predikant, Bijbelvertaler
- 1996: Hendrik Entjes, dialectoloog
- 1999: J.B. van Heek, stimulator streekcultuur
- 2002: Herman Finkers, cabaretier
- 2006: Bennie Jolink, popmuzikant
- 2013: Daniël Lohues, popmuzikant, schrijver
- 2016: Jan Schoenaker, glazenier
- 2022: Johanna ter Steege, actrice

## Publicaties
Verzamelde gedichten, verzorgd en van een verklarende woordenlijst voorzien door H. Entjes. Enschede, Van der Loeff, 1981. 612 p. ISBN 9070041103

## Media
- Geluidsopname Johanna van Buren (Ogg Vorbis)

- Biografisch Portaal: 37868485
- Gemeinsame Normdatei: 142328170
- International Standard Name Identifier: 0000 0000 9725 9852
- Nederlandse Thesaurus van Auteursnamen: 068418752
- Virtual International Authority File: 143846043
- WorldCat: E39PBJw8WkkR6Qj43DJFVFrwmd